# تشارلز جي. كينان
تشارلز جي. كينان (بالإنجليزية: Charles G. Keenan)‏ هو سياسي أمريكي، ولد في 1811، وتوفي في 1870.